# Ptilochaeta nudipes
Espèce
Statut de conservation UICN

 VU B1+2ac : Vulnérable
Ptilochaeta nudipes est une espèce de plantes à fleurs de la famille des Malpighiaceae. Elle est trouvée en Argentine et en Bolivie. Elle est menacée du fait de la disparition de son habitat pour des activités agricoles.

## Publication originale
- Abhandlungen der Königlichen Gesellschaft der Wissenschaften zu Göttingen 24: 66. 1879.